# Zonarieae
Tribu
Les Zonarieae sont une tribu d’algues brunes de la famille des Dictyotaceae. 

## Liste des genres
Selon AlgaeBase (3 août 2017) :
- genre Chlanidophora J.Agardh
- genre Dictyopteris J.V.Lamouroux
- genre Distromium Levring
- genre Homoeostrichus J.Agardh
- genre Lobophora J.Agardh
- genre Lobospira Areschoug
- genre Padina Adanson
- genre Spatoglossum Kützing
- genre Taonia J.Agardh
- genre Zonaria C.Agardh

Selon World Register of Marine Species (3 août 2017) :
- genre Chlanidophora J.Agardh, 1894
- genre Dictyopteris J.V.Lamouroux, 1809
- genre Distromium Levring, 1940
- genre Lobophora J.Agardh, 1894
- genre Lobospira Areschoug, 1854
- genre Padina Adanson, 1763
- genre Spatoglossum Kützing, 1843
- genre Taonia J.Agardh, 1848
- genre Vaughaniella Børgesen, 1950
- genre Zonaria C.Agardh, 1817